# Дворецький Павло Вікторович
Павло Вікторович Дворецький (25 вересня 1982, м. Городище, Україна) — український хокеїст, захисник. Дворазовий чемпіон України.

## Біографія
Розпочинав кар'єру у Київській ДЮСШ «Крижинка» у 1992р. У 1997-99 у 16 років грав за дорослу команду Крижинка Київ, 1999—2000 у ХК «Воронеж», потім у 2000 р. отримав запрошення від ХК «Сокіл», та повернувся на батьківщину.
З 2000 р. — 2003 грав за ХК «Сокіл», Сокіл -2(ХК «Київ») та U18-U20 здобувши бронзові нагороди. У 2003 перейшов у Румунський Міркуріа Чук з яким став чемпіоном Румунії, Чемпіоном кубку Румунії та переможцем Паноніа Ліга.
У 2004 році повернувся в Україну, потрапивши у склад збірної України на Універсіаді в Австрії 2004 року та до 2015 грав у Київських клубах таких як: ХК «Атек», ХК «Компаньйон», ХК «Дженералз», ХК «Поділ» та ХК «Беркут», з ними ставав бронзовим призером, три рази срібним призером та чемпіоном України.
У 2015 р. отримав MVP чемпіонату України. У 2015-16 роках грав за Іспанську ХК «Барселона», де став найрезультативнішим захисником чемпіонату по системі гол + пас. У 2016 році повернувся в Україну і підписав контракт з Білоцерківським Білим Барсом. З 2017 р. по 2022 не грав у зв'язку з забороною ФХУ брати участь у змаганнях Чемпіонату України гравцями яким виповнилось понад 25 років.
У 22-23 повернувся у великий спорт та підписав контракт з ХК «Київ», у 2023 підписав контракт з ХК «Тризуб», та не потрапивши в плей-оф, прийшов у оренду в ХК «Сокіл» з яким став дворазовим чемпіоном України

## Досягнення
Командні
- Чемпіон Румунії — 2004
- Чемпіон України — 2014, 2015[1]

Індивідуальні
- MVP чемпіонату України — 2015[3]
- Найкращий захисник кубку України з хокею — 2024[4]